# Chalcoscirtus koponeni
Chalcoscirtus koponeni là một loài nhện trong họ Salticidae.
Loài này thuộc chi Chalcoscirtus. Chalcoscirtus koponeni được Dmitri Viktorovich Logunov & Yuri M. Marusik miêu tả năm 1999.